# Nicaragua i olympiska sommarspelen 1996
Nicaragua deltog i de olympiska sommarspelen 1996 med en trupp bestående av 28 deltagare, men ingen av landets deltagare erövrade någon medalj.

## Baseboll
I gruppspelet mötte alla lag varandra och de fyra bästa lagen (Kuba, USA, Sydkorea och Japan) gick vidare. 
| Nation        | Segrar | Förluster | Tiebreaker |
| ------------- | ------ | --------- | ---------- |
| Kuba          | 7      | 0         |            |
| USA           | 6      | 1         |            |
| Japan         | 4      | 3         | 1-0        |
| Nicaragua     | 4      | 3         | 0-1        |
| Nederländerna | 2      | 5         | 2-0        |
| Italien       | 2      | 5         | 1-2        |
| Australien    | 2      | 5         | 0-2        |
| Sydkorea      | 1      | 6         |            |

Slutspel
|  | Semifinaler | Semifinaler |    |  | Final     | Final |  |
|  |             |             |    |  |           |       |  |
|  | 1 augusti   |             |    |  |           |       |  |
|  | Kuba        | 8           |    |  |           |       |  |
|  | Nicaragua   | 1           |    |  |           |       |  |
|  |             |             |    |  |           |       |  |
|  |             |             |    |  | 2 augusti |       |  |
|  |             |             |    |  | Japan     | 9     |  |
|  |             | Kuba        | 13 |  |           |       |  |
|  |             |             |    |  |           |       |  |
|  |             |             |    |  |           |       |  |
|  |             |             |    |  |           |       |  |
|  | 1 augusti   |             |    |  |           |       |  |
|  | USA         | 2           |    |  |           |       |  |
|  | Japan       | 11          |    |  |           |       |  |

Bronsmatch
|     | Resultat |           |
| --- | -------- | --------- |
| USA | 1 - 3    | Nicaragua |

## Friidrott
Herrarnas maraton
- William Aguirre — 2:37.02 (→ 99:e plats)

Damernas 5 000 meter
- Marta Portoblanco

## Judo
Herrarnas halv mellanvikt (-78 kg)
- Ricky Dixon

Herrarnas tungvikt (+95 kg)
- Arnulfo Betancourt